# Daniel Barenboim
Daniel Barenboim (født 15. november 1942 i Buenos Aires) er en argentinsk-israelsk pianist og dirigent. Hans forældre er russiske jøder. Han har argentinsk, spansk, israelsk og palæstinensisk statsborgerskab. Barenboim blev først berømt som pianist. Som dirigent er han kendt for sit arbejde med orkestre bestående af såvel arabere som jøder og for sit samarbejde med palæstinenseren Edward Said. I 2001 vakte han furore i Israel ved at dirigere musik af Wagner.
Barenboim modtog i 2009 den prestigefyldte Léonie Sonnings Musikpris.
2009, 2014 og 2022 dirigerede han Wienerfilharmonikerne ved deres traditionelle nytårskoncert i Wien.
1992 fik Barenboim posten som kunstnerisk leder af Berlins Staatsoper, og Operahusets orkester, Staatskapelle, valgte ham i 2000 som chefdirigent for livstid. Han bad om fra februar 2023 at blive frigjort fra sin kontrakt som kunstnerisk leder.
Barenboim var 1967-1987 gift med cellisten Jacqueline du Pré indtil hendes død. Siden 1988 har han været gift med den russiskfødte pianist Elena Bashkirova.